# Jan Tinbergen
Jan Tinbergen (L'Aia, 12 aprile 1903 – L'Aia, 9 giugno 1994) è stato un economista olandese.
Insieme al norvegese Ragnar Frisch, fu il primo economista a ricevere il Premio Nobel per l'economia nel 1969, «per aver sviluppato e applicato modelli dinamici per l'analisi dei processi economici».

## Biografia
Jan Tinbergen era il maggiore dei cinque figli di Dirk Cornelis Tinbergen e Jeannette van Eek. Anche suo fratello Niko vinse un Premio Nobel (per la medicina, nel 1973, per i suoi studi sull'etologia), mentre un altro suo fratello, Luuk, fu un celebre ornitologo. Tinbergen studiò matematica e fisica all'Università di Leida, sotto la guida di Paul Ehrenfest. Nel 1929 conseguì il Ph. D. con una tesi intitolata "Minimumproblemen in de natuurkunde en de economie" (traduzione dall'olandese: "Problemi di minimizzazione in Fisica ed Economia").
Dal 1929 al 1945 lavorò per l'istituto statistico olandese, oltre a ricoprire il ruolo di professore alla Erasmus-Universität Rotterdam, della quale fondò l'Istituto di Econometria. Fu consulente della Società delle Nazioni. Dal 1945 al 1955 fu il primo direttore del Ufficio olandese per l'Analisi della Politica Economica, da lui fondato. Ha fatto parte dell'Accademia Reale delle Arti e delle Scienze dei Paesi Bassi e dell'Accademia Internazionale delle Scienze.

### Il contributo di Tinbergen alla teoria economica
Tinbergen divenne celebre per la regola di Tinbergen, una regola di politica economica in base alla quale affinché ci sia una soluzione univoca a un problema di politica economica, il numero delle variabili obiettivo deve essere uguale al numero delle variabili strumento e queste devono essere tra di loro indipendenti.
Tinbergen, inoltre, sviluppò il primo modello macroeconomico nazionale, che fu costruito sulle caratteristiche dei Paesi Bassi, e in seguito, dopo la Seconda guerra mondiale, applicato agli Stati Uniti e al Regno Unito.
Gli studi di Tinbergen hanno influenzato economisti di diverso orientamento sino alla metà degli anni novanta, fra di loro va ricordato Lawrence Klein, anch'egli vincitore del Premio Nobel per l'economia nel 1980.

## Opere di Jan Tinbergen
- Jan Tinbergen, The dynamics of business cycles: a study in economic fluctuations, Chicago, Chicago University Press, 1974, ISBN 0-226-80418-6.
- Jan Tinbergen, Der Dialog Nord-Süd: Informationen zur Entwicklungspolitik, Francoforte, Europ. Verlagsanst., 1977.
- Jan Tinbergen, Economic policy : principles and design, Amsterdam, North Holland, 1978.
- Jan Tinbergen, Centralization and decentralization in economic policy, Westport, Greenwood, 1981, ISBN 0-313-23077-3.

### Edizioni in lingua italiana
- Jan Tinbergen, Lezioni dal passato, Firenze, Vallecchi, 1967.
- Jan Tinbergen, Sviluppo e pianificazione, Milano, Il saggiatore, 1967.
- Jan Tinbergen, La politica economica : principi e metodi, Milano, Franco Angeli, 1978.
- Jan Tinbergen, La distribuzione del reddito, Torino, UTET, 1978, ISBN 88-02-02501-0.